# 回転リングディスク電極
回転リングディスク電極（かいてんリングディスクでんきょく、英: rotating ring-disk electrode, RRDE）とは、対流ボルタンメトリーに用いられる二重作用電極で、回転ディスク電極(RDE)によく似ている 。電極を回転させることにより、分析物の電極に対する流束を誘起させて実験を行う。酸化還元反応やその他の化学的現象の反応機構を電気化学的に調べる際に用いられる。

## 構造
回転リングディスク電極と回転ディスク電極との違いは、中心のディスク状電極のまわりにリング状の電極が追加されている点である。この電極を活用するためには、バイポテンショスタットなどの4電極系を制御することのできるポテンショスタットが必要となる。2つの電極は絶縁されており、それぞれポテンショスタットの別の端子に接続される。実験に即して、回転2重リング電極、回転2重リングディスク電極といったさらに複雑な構成をとることもある。

## 機能
RRDEは回転により生じる層流を活用する。RDEと同様に、系を回転させることにより、電極と接する溶液に遠心方向への流れが生じ、溶液はリング電極を通ってバルクへと流れるようになる。この流れが層流ならば、溶液は非常に制御されたかたちでディスクのあとすぐにリングに接触するように流れる。電極に流れる電流は、回転速度や基質だけでなく、電極の電位、面積、電極間の距離などにも左右される。
ディスクで酸化されたものがリングで還元され元にもどるような系など、さまざまな条件で実験を行うことが可能である。過程が完全に溶液の流れによって律速されているならば、ディスク・リング電流比の予測は容易であるが、他に律速段階があるならば電流は予測からはずれる。たとえば、最初の酸化反応のあとでなんらかの反応がおこり、還元反応により元にもどらない生成物が生じるならば、予測される電流より測定される電流は減る。回転速度を変化させることにより、化学反応が想定される速度論的モデルに従っているかどうかを確かめることができる。

## 応用
RRDEは、RDEでは不可能なさまざまな実験を行うことができる。たとえば、片方の電極で線形掃引ボルタンメトリーを行いながら、もう片方を定電位に固定もしくは独立に掃引するといった実験や、それぞれの電極を独立に作用させる段階実験、所与の系に特化した実験設定もふくめて様々な実験が可能である。複数電子過程や遅い電子移動を伴う反応、吸着・脱離段階、電気化学的反応機構の研究に有用である。
RRDEは燃料電池に用いられる電極触媒の特性評価において重要なツールである。たとえばプロトン交換膜燃料電池(PEMFC)の空気極（正極）における、酸素分子O2の還元反応には白金ナノ粒子を電極触媒としてもちいることが多いが、酸素分子の電極触媒による還元時には過酸化水素などの有害な副生成物が生じることがある。過酸化水素はPEMFCの内部構成材に損傷をあたえる可能性があるため、酸素還元電極触媒は過酸化物の生成を抑えるよう設計されるが、RRDEによる「捕集実験」によって電極触媒の過酸化物生成傾向を調べることができる。この実験では、ディスクを電極触媒を担持する薄膜でおおい、ディスク電極の電位を酸素の還元が起こる電位に設定する。ディスク上で生成する生成物は、回転による流れにのってリング電極へと流れる。リング電極の電位を過酸化水素を検出する電位に設定することにより、ディスクで発生した過酸化水素を検出することができる。

## 設計上の注意点
一般的に、ディスクの外径とリングの内径との間のギャップを狭めることにより、速度論的に速い過程を調べることができるようになる。ギャップが狭ければディスクで生じた中間体がリングに達するまでに要する「移動時間」は短縮され、寿命が短い中間体も検出できるようになる。0.1〜0.5 mm程度のギャップならば精密加工技術により製造することができ、それより狭いギャップはマイクロリソグラフィ技術により製造される。
RRDEにおける重要なパラメータとしてもうひとつあげられるのは「捕集率」である。このパラメータはディスク電極で生成された物質のうちリング電極で検出されるもののパーセンテージをあらわす。RRDEの寸法パラメータ群（ディスク外径、リング内径、リング外径）が所与ならば流体力学により第一原理的に捕集率を計算することができる。捕集率の理論値がもつ有用な面のひとつとして、RRDEの寸法のみの関数であり、広い回転速度域にわたって回転速度には依存しないことがあげられる。
もし、リング電極における電流信号が検出可能であることを保証すればよいだけならば、RRDEの捕集率は大きいことが望ましい。一方、ディスク上で生じた短命（不安定）な中間体がリングで検出されるまで残るよう、移動時間は短いことが望ましい。RRDEの寸法を決める際、捕集率の向上と移動時間の短縮はトレードオフになることが多い。